# Jakob Kamm
Jakob Kamm (* 1947, heimatberechtigt in Mollis) ist ein Schweizer Politiker (SP).
Kamm wurde 1994 in den Regierungsrat des Kantons Glarus gewählt und war bis 2004 Vorsteher der Direktion Landwirtschaft, Wald und Umwelt. Seither stand er dem Departement Bildung und Kultur vor. Von 2002 bis 2006 war er zudem Landammann. Auf die Landsgemeinde 2010 trat er zurück.
Er wohnt in Mollis.